# Bulbophyllum sandersonii
Bulbophyllum sandersonii är en orkidéart som först beskrevs av Joseph Dalton Hooker, och fick sitt nu gällande namn av Heinrich Gustav Reichenbach. Bulbophyllum sandersonii ingår i släktet Bulbophyllum och familjen orkidéer.

## Underarter
Arten delas in i följande underarter:
- B. s. sandersonii
- B. s. stenopetalum

## Bildgalleri

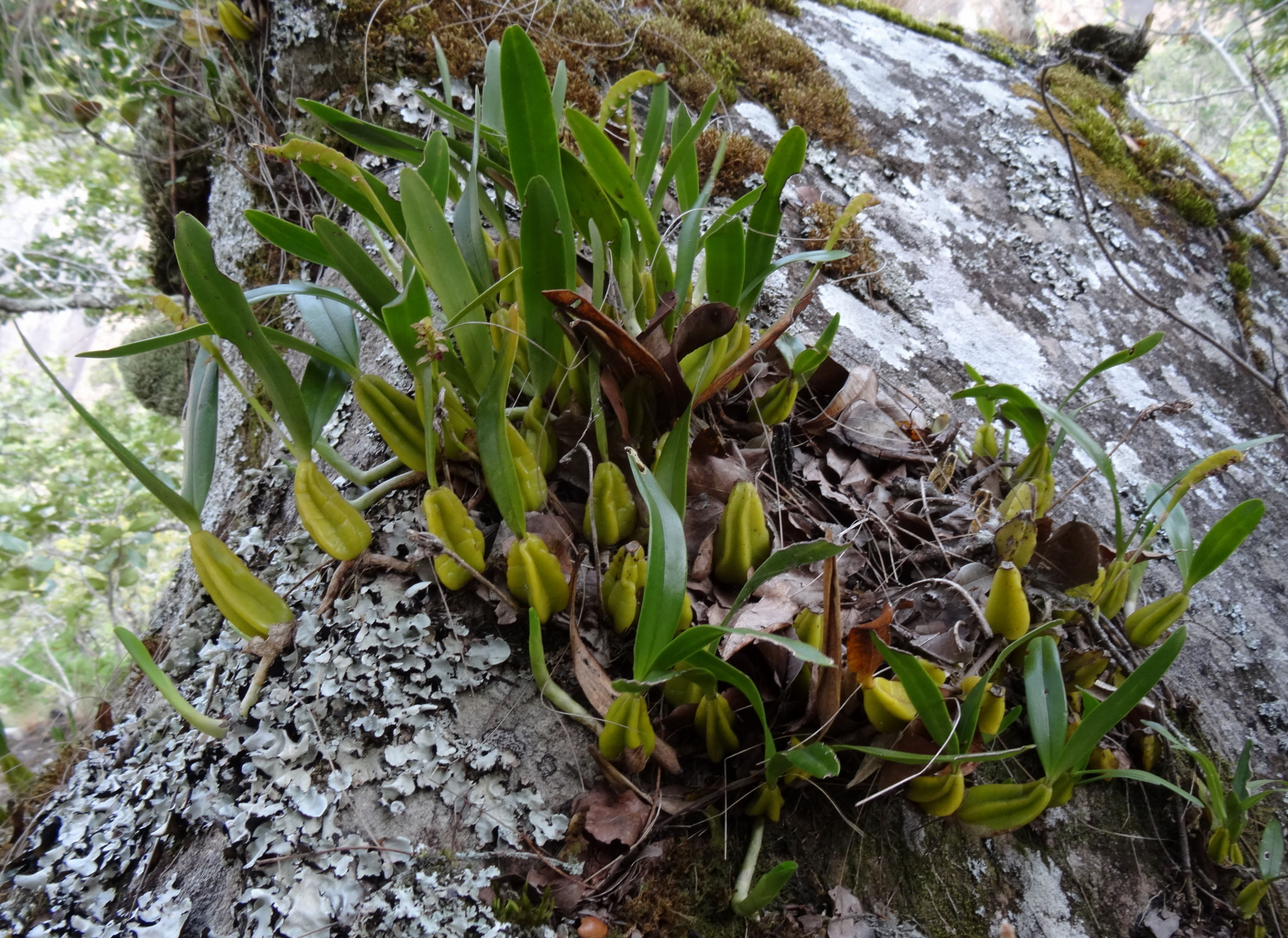